# Paracles obscura
Paracles obscura är en fjärilsart som beskrevs av Butler 1882. Paracles obscura ingår i släktet Paracles och familjen björnspinnare. Inga underarter finns listade i Catalogue of Life.